# Weingut J. Neus
Das Weingut J. Neus in Ingelheim am Rhein ist ein Weingut im deutschen Weinbaugebiet Rheinhessen.

## Geschichte
Im Jahre 1881 gründete Josef Neus senior (1856–1939) das Weingut in Ober-Ingelheim. Die Gründung kann im Zusammenhang der von Bismarck 1878/79 eingeleiteten protektionistischen Schutzzollpolitik des Deutschen Kaiserreiches gesehen werden. Das Weingut liegt an der Bahnhofstraße, die zum Bahnhof der 22 Jahre zuvor erbauten Linksrheinischen Bahn der Hessischen Ludwigsbahn führt. Es produziert überwiegend Rotweine. Nach Meyers Konversations-Lexikon von 1888 wurde der Oberingelheimer als „der zweitbeste Rotwein in Deutschland, mild, feurig, den Mund füllend und würzhaft süß“ bezeichnet.
1908 trat Josef Neus junior (1885–1968) im Alter von 23 Jahren nach Absolvierung einer kaufmännischen Lehre in den väterlichen Betrieb ein. Nach dem Tod des Vaters 1939 übernahm er die Leitung des Weinguts und wurde bald tatkräftig unterstützt von seinen beiden Töchtern. 1917 kam die weltbekannte Lage Königin-Victoria-Berg in Hochheim am Main in Familienbesitz, wechselte jedoch 1973 mit Heirat der Tochter Irmgard und Arndt-Richard Hupfeld vom Weingut Hupfeld wieder in Rheingauer Hände. Die verdienstvolle Verbandstätigkeit von Josef Neus junior wurde 1957 mit der Ehrenmitgliedschaft im Deutschen Weinbauverband und 1960 mit der „Goldenen Kammerpreismünze“ der Landwirtschaftskammer Rheinhessen gewürdigt.
Nach der Auflösung der „Vereinigung Rheinhessischer Naturwein-Versteigerer“ 1971 wurde das Weingut Mitglied im Verband Deutscher Prädikatsweingüter (VDP). Bis 2012 bewirtschaftete Ulrich Burchards den Betrieb in der vierten Generation. Seit März 2013 ist das Weingut J.Neus im Besitz der Unternehmerfamilie Schmitz aus Mainz und unter Leitung von Christian Schmitz.

### Weingutsgebäude

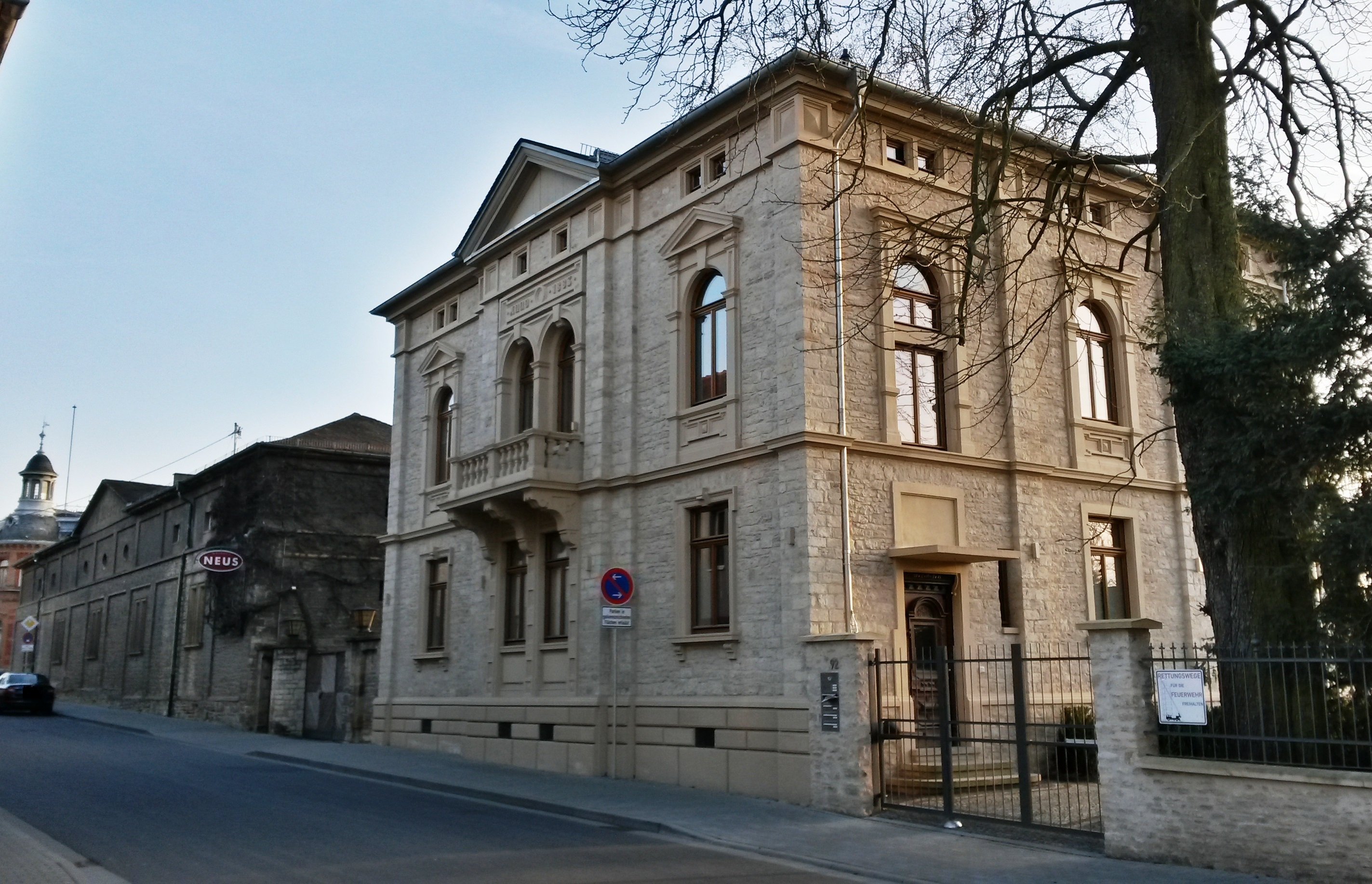
Im Vordergrund die herrschaftliche Bruchstein-Villa, links im Hintergrund ist ein Teil der Betriebsgebäude sichtbar

Die Gebäude des Weinguts bestehen überwiegend aus behauenen Kalksteinen. Sie werden von der Bahnhofstraße, der Breitbachstraße und der Mühlstraße begrenzt. An der herrschaftlichen Bruchstein-Villa, bezeichnet 1883, des Architekten C. Richter, das einen zur Straße hin gehenden Balkon aufweist finden sich historisierende klassizistische Sandsteinelemente im Fenster und Giebelbereich. Ein Holztor führt in den mit Basaltsteinen gepflasterten Innenhof zwischen Wohn- und Wirtschaftsgebäuden, weiträumigen Kellereigebäuden und Weinkellern. Die Betriebsgebäude wurden zwischen 1891 und 1894 vom Architekten Georg Gerlinger, Mainz, errichtet. Eine Aufstockung und Erweiterung erfolgte in den schwierigen Jahren 1920 und 1921 durch die Architekten Markwort & Seibert, Darmstadt. Die zum Innenhof weisenden Teile der Wirtschaftsgebäude sind teilweise verputzt, die Fenster mit grünen Läden versehen. Die Gebäude sind als Kulturdenkmal ausgewiesen.

## Lagen
Der Besitz beinhaltet erste Weinbergslagen wie Pares und Horn auf dem Mainzer Berg innerhalb der Gemarkung Ingelheim, die ihren Charakter aus dem Muschelkalk Terroir beziehen. Weiterhin werden die Lagen Burgberg, sowie Rheinhöhe zum Westerberg hin bewirtschaftet. Alle Weinberge werden nach den Richtlinien zur ökologischen Landwirtschaft bewirtschaftet.
Auf 7 Hektar Rebfläche werden überwiegend rote Rebsorten angebaut. Das Schwergewicht liegt hier beim Spätburgunder, der ca. 70 % der Ertragsfläche ausmacht. Weitere rote Sorten sind St. Laurent und den für Ingelheim typischen Frühburgunder. Bei den weißen Rebsorten werden Weißburgunder, sowie Riesling, Silvaner und Chardonnay ausgebaut.